# 項燕
項 燕（こう えん、Xiàng Yān、生年不詳 - 紀元前223年）は、中国の戦国時代末期の楚の大将軍。下相（現在の江蘇省宿遷市宿城区）の人。西楚の覇王項羽とその従弟項荘の祖父にして、項梁、項伯の父。部下に、後に張楚の将軍となった周文がいた。
項氏は代々楚の将軍を務めていた。項姓とは祖先が項という邑に封ぜられていたのが由来とされる。唐代の『元和姓纂』や『広韻』によると、項燕は周朝に分封された同宗の姫姓項国の後裔であり、春秋時代に項国が魯国によって滅ぼされた後、その国名を姓としたとされる。

## 生涯
負芻3年（紀元前225年）、秦の李信と蒙恬が20万の大軍を率いて楚に進攻してきたので項燕はこれを迎え撃った。李信と蒙恬が城父（現在の安徽省亳州市譙城区）で合流したところを三日三晩休むことなく追撃し、李信軍を大破した。さらに2つの拠点を攻め落とし、都尉を7人討ち取り、秦軍を敗走させた。
負芻4年（紀元前224年）、秦の王翦が60万の大軍を率いて再び楚を攻めた。王翦は堅守して楚軍と交戦しないよう命じ、ついに楚軍が東へ退却すると、王翦はこれを追撃して楚軍を大いに破り、楚王負芻を捕虜とした。しかし、項燕は淮南で負芻の異母兄弟であり、かつて秦の丞相であった楚の公子昌平君を楚王として擁立して反抗した。
負芻5年（紀元前223年）、王翦と蒙武は楚軍を破り、昌平君は戦死、項燕も蕲南（現在の安徽省宿州市南）で敗れ、自害もしくは戦死し、ついに楚は滅亡した。
後に、秦朝が滅んだ契機となった陳勝・呉広の乱の指導者陳勝・呉広は自らの名を扶蘇・項燕と詐称し、天下に反秦を呼びかけた。これは楚の英雄の項燕が民衆に広く慕われており、かつ項燕の死について民は半信半疑だったためである。